# Say It with Babies
Say It with Babies é um curta-metragem mudo norte-americano de 1926, do gênero comédia, estrelado por Glenn Tryon com o ator cômico Oliver Hardy.

## Elenco
- Glenn Tryon - Casper Crum
- Vivien Oakland - Sra. Crum
- Oliver Hardy - Hector (como Babe Hardy)
- Martha Sleeper - Sua esposa
- Jackie Hanes - (como Jackie 'Husky' Hanes)
- Eva Novak
- Sammy Brooks
- Helen Gilmore